# 童魘
《童魘》是史蒂芬·金所著的短篇小說，最先刊登在於《騎士》雜誌1972年2月號，1978年，金原先希望將故事收錄在《有時候，他們會回來》中，但編輯湯普森要求金刪減一個故事，金屬意刪走《灰色菌》，湯普森拒絕，金只好刪走《童魘》。結果在1993年，史蒂芬終能將故事收錄在短篇小說集《惡夢工廠》內。

## 故事簡介
茜德妮小姐是一位教師，在教學日子的其中一天，她突然察覺到她學生的面容好像變得模糊，為此，她的精神越來越衰弱，後來更在學校的女廁暈倒。暈倒過後，她的幻覺更加嚴重，見到她的學生懂得變身成怪物。茜德妮小姐因此變勒令休假，休假回來，她一心要殺死怪物，她叫學生到印刷室，一槍殺死了學生。法院最終判處她到精神病院治療，只是治療中途她自殺了。